# Hendryk Malewski
Hendryk Malewski (* 24. Juli 1953 in Litauische SSR) ist ein polnisch-litauischer Kriminalist, Sachverständiger, Strafverfahrensrechtler und Professor am Lehrstuhl für Kriminalistik der Rechtsfakultät der Mykolas-Romeris-Universität.

## Leben
1976 absolvierte Hendryk Malewski die Rechtsfakultät der Universität Vilnius und arbeitete danach von 1976 bis 1983 als Experte in der Abteilung für Kriminalforensik am Innenministerium Litauens. Daneben unterrichtete er von 1983 bis 1990 als Lehrbeauftragter am Lehrstuhl für Spezialdisziplinen der Fakultät Vilnius der Polizeischule Minsk. Später studierte er in der Aspirantur und promovierte 1997 zum Doktor der Rechtswissenschaften.
Seit 1990 lehrt Hendryk Malewski als Dozent am Lehrstuhl für Strafverfahren und Kriminalistik der Polizeiakademie, war Oberassistent und stellvertretender Leiter des Lehrstuhls für Kriminalistik (1994–1997) und ist Leiter des Lehrstuhls für Kriminalistik der Polizeiakademie Litauens (seit 1997). Seit 2001 lehrt er als Professor für Kriminalistik der Rechtsakademie (danach an der Rechtsuniversität Litauens und MRU-Universität) und an der Universität Šiauliai.
Zu seinen Lehrgebieten und Forschungsschwerpunkten gehören Taktik und Methodik der Ermittlung (Kriminaltechnik, Kriminaltaktik).

## Publikationen
- Grundlagen der Kriminaltechnik (Lehrbuch) / Kriminalistikos technikos pagrindai, Mitautor